# Ne mélangez pas les torchons et les essuie-bars
Ne mélangez pas les torchons et les essuie-bars (France) ou Chique la guenille (Québec) (Moe Goes From Rags To Riches) est le 12e épisode de la saison 23 de la série télévisée Les Simpson.

## Synopsis
Après un bref conseil municipal réunissant la ville au bar de Moe, la fête bat son plein jusqu’à ce que les gens de la taverne se moquent du barman en insinuant que son seul ami est un vieux bout de chiffon qu’il utilise tout le temps pour nettoyer son bar.
Le chiffon s’adresse alors au spectateur et raconte ses origines, de sa création jusqu’à son arrivée dans le bar de Moe. Son histoire commence lorsqu’il faisait partie d’une vieille tapisserie médiévale, cousue en France par une villageoise (interprétée par Marge Simpson) pour le duc de Springfield, (incarné par M. Burns). Après maintes péripéties au cours desquelles il traversera d'autres époques, le chiffon atterrit finalement dans les mains du barman…
Par ailleurs, Bart blesse Milhouse en le comparant à Moe, c’est-à-dire sans véritable ami. Vexé, Milhouse refuse d'adresser la parole à Bart qui essaiera de récupérer son amitié par divers moyens...